# Praga-Południe

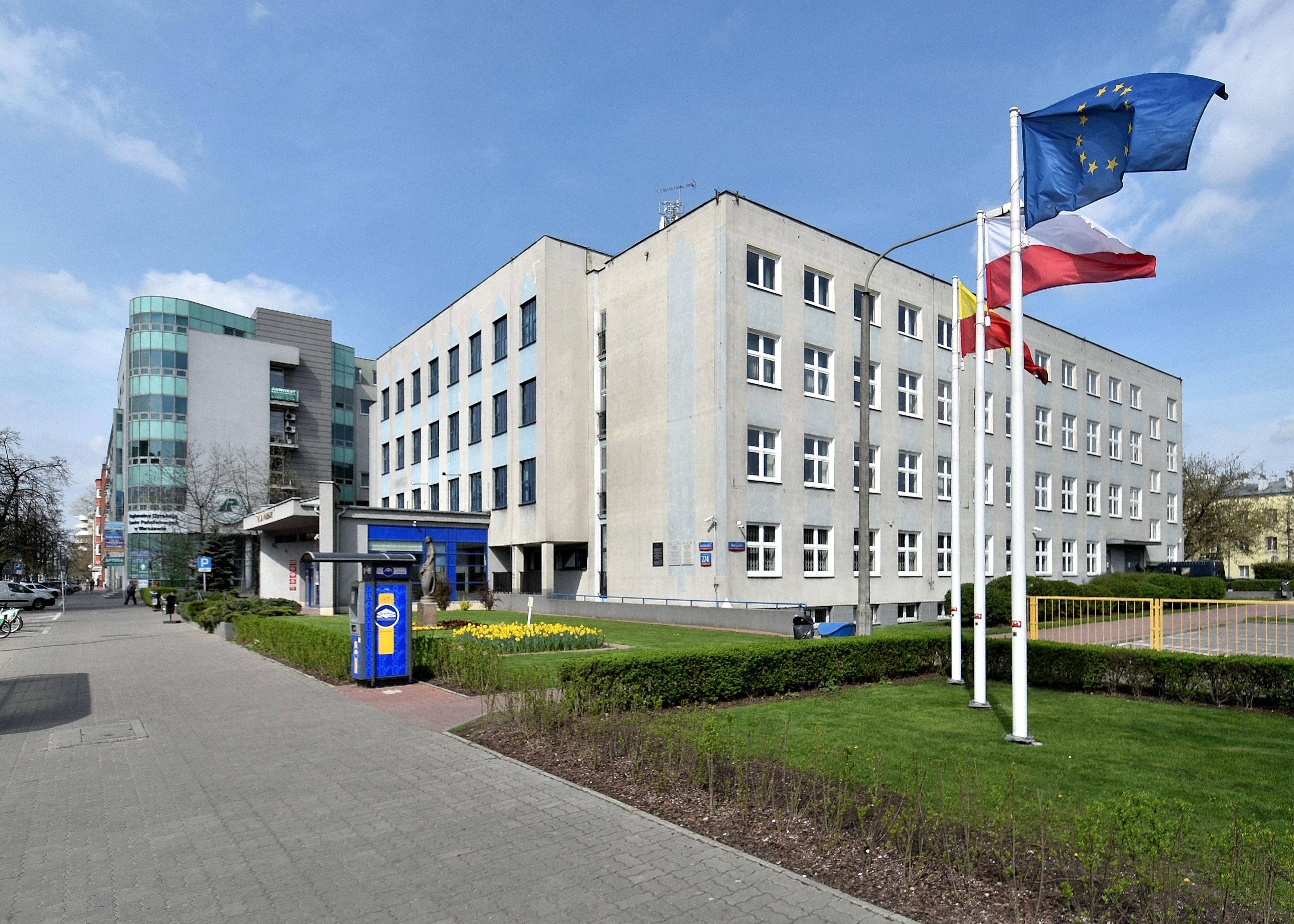
Urząd Dzielnicy Praga-Południe przy ul. Grochowskiej 274

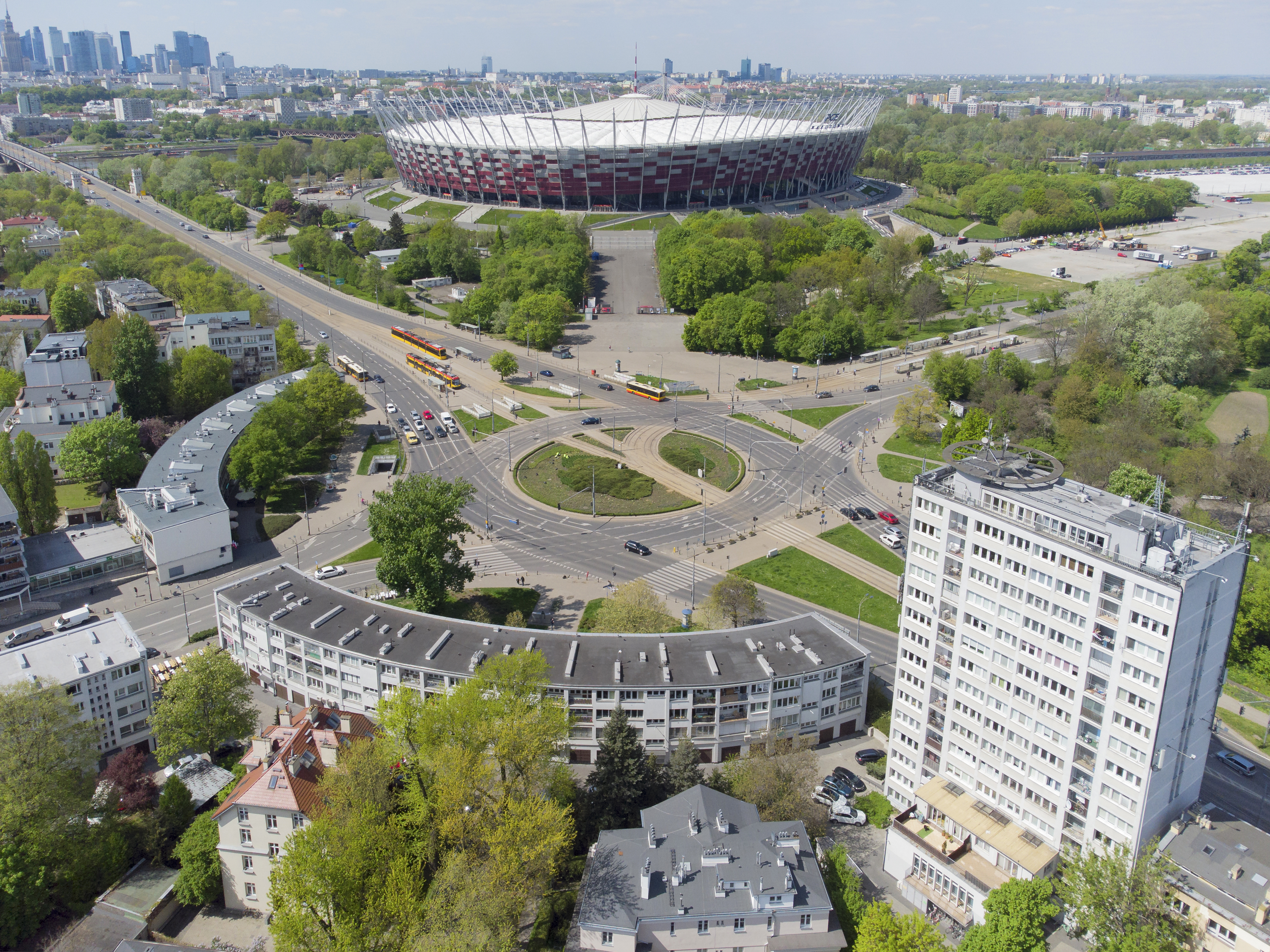
Rondo Waszyngtona i Stadion Narodowy

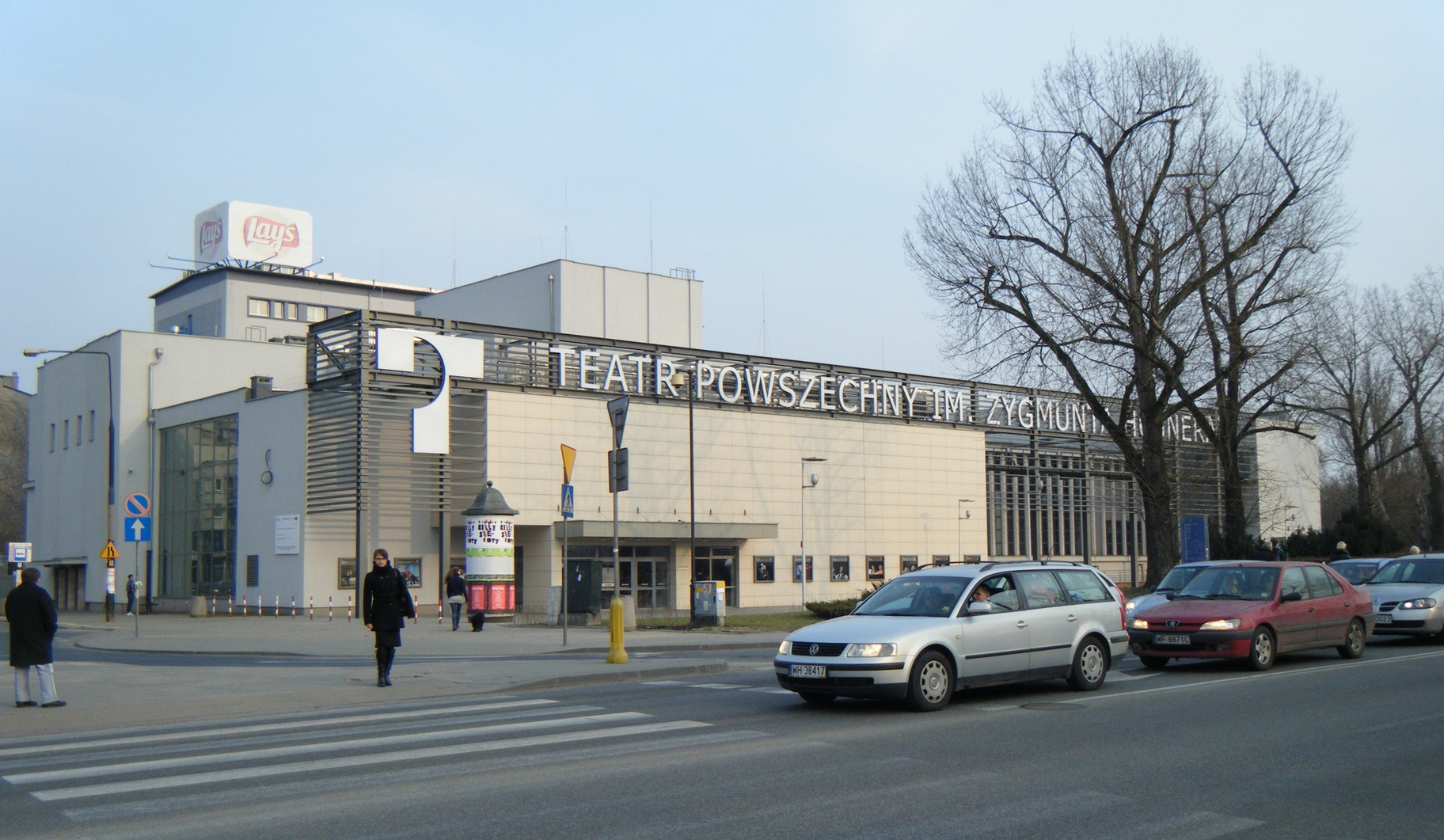
Teatr Powszechny

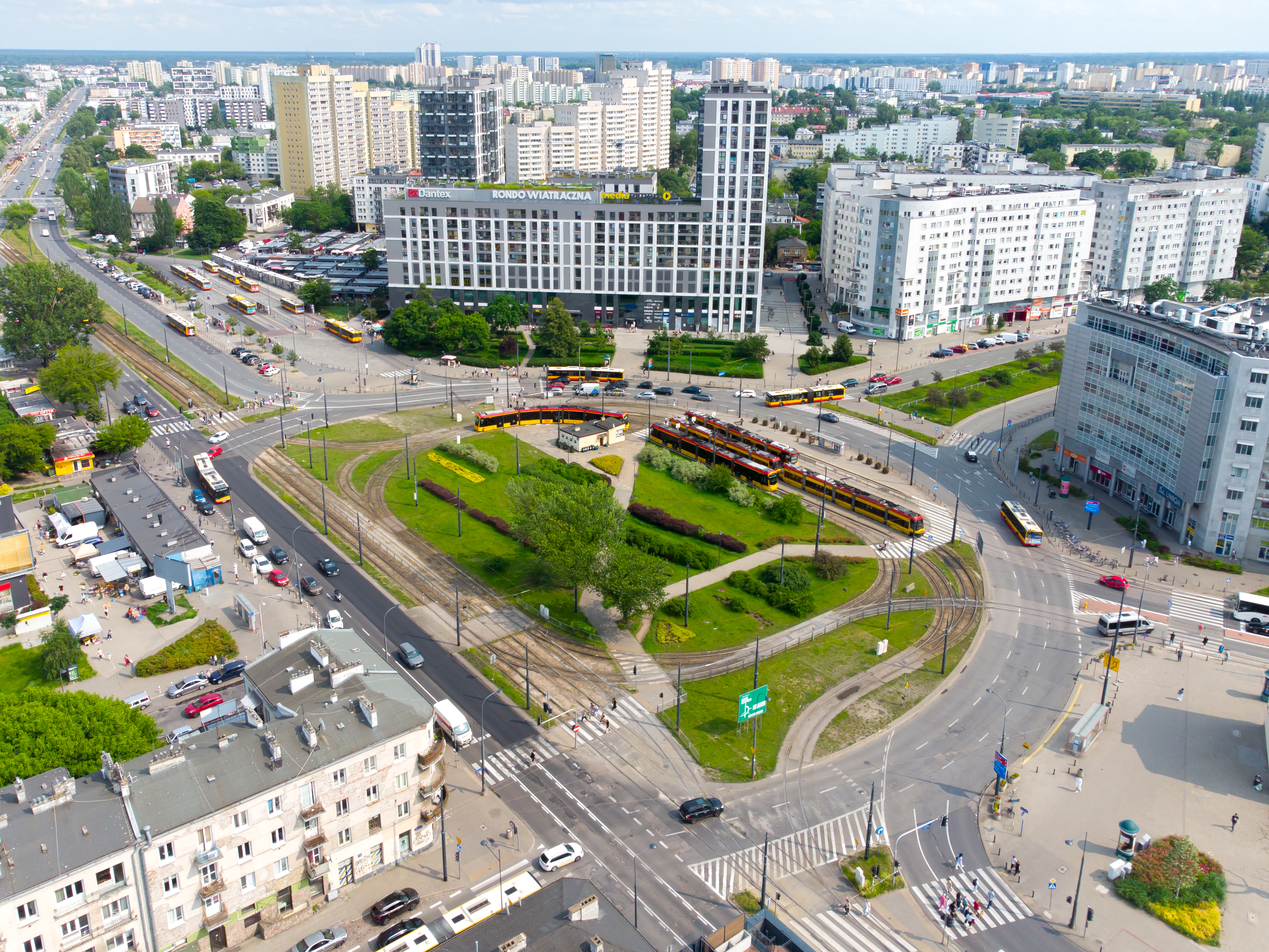
Rondo Wiatraczna

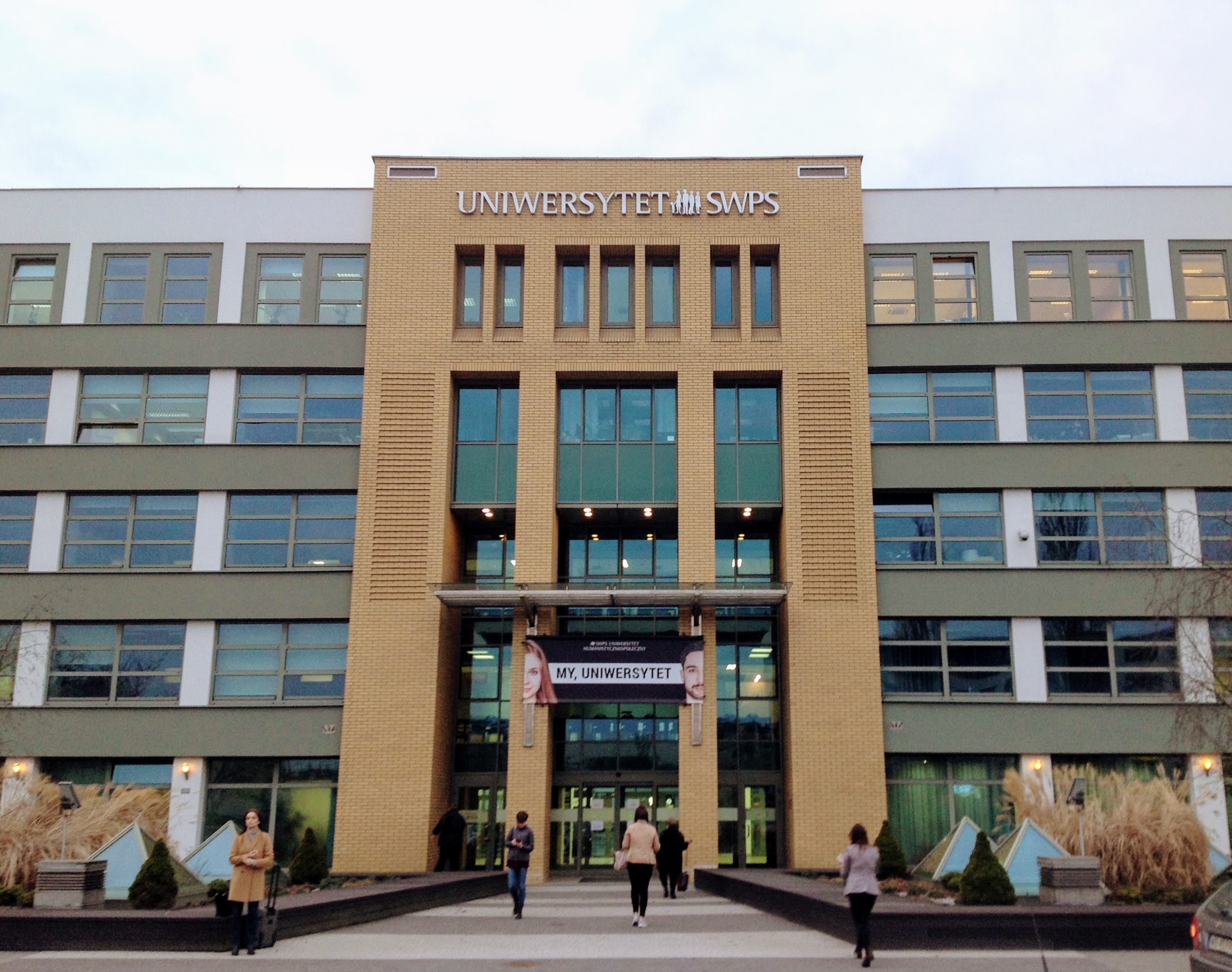
Uniwersytet SWPS

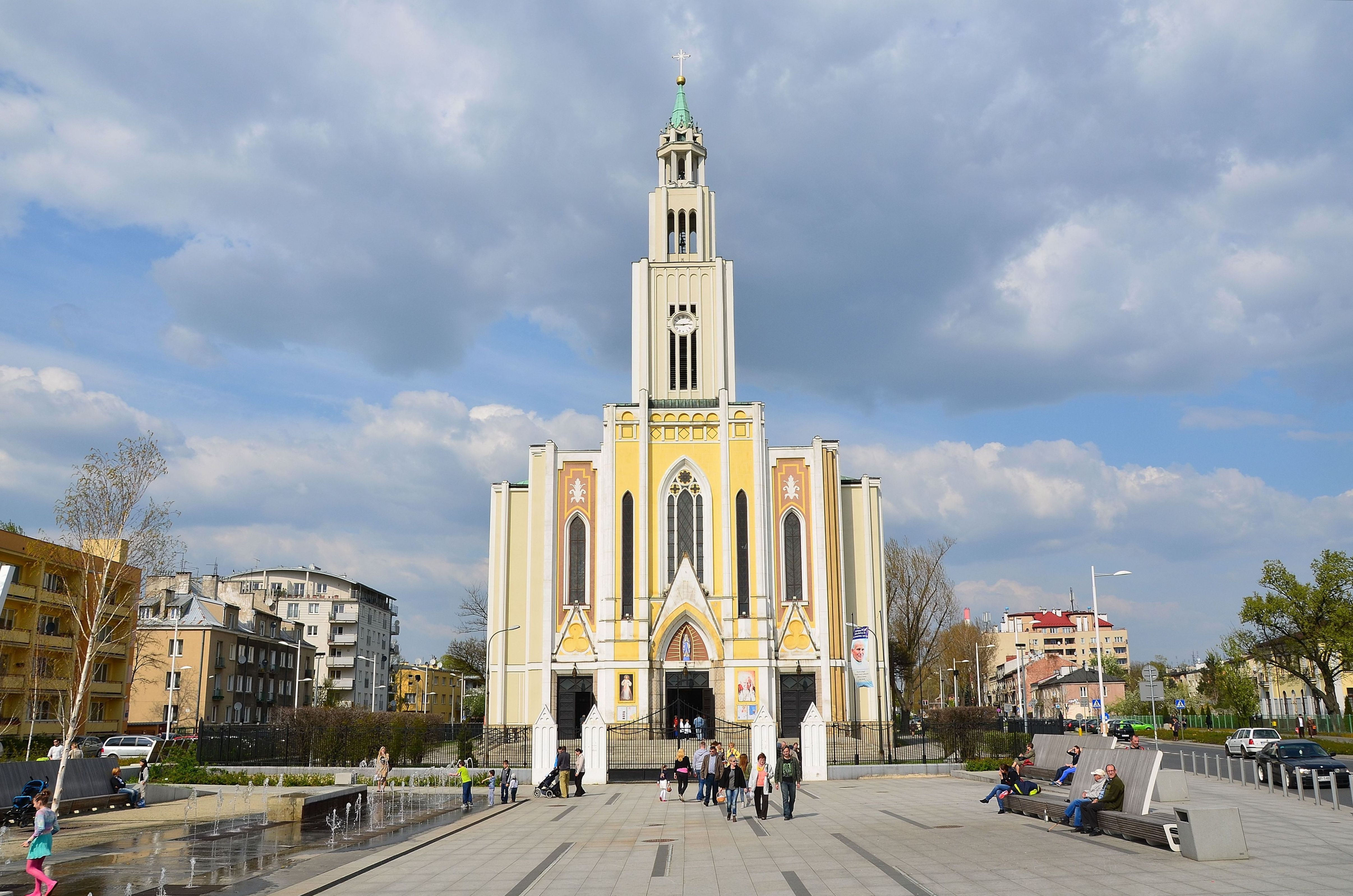
Kościół Najczystszego Serca Maryi na placu Szembeka

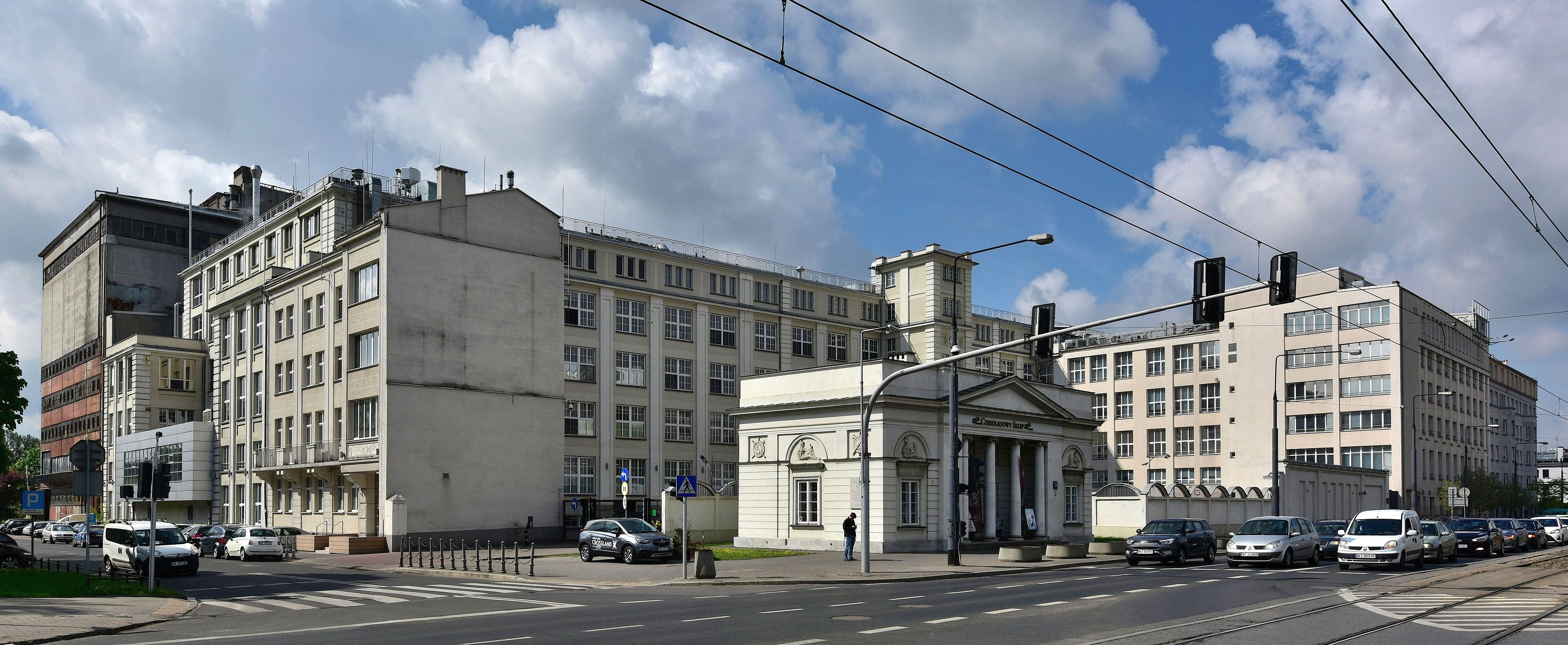
Fabryka Lotte Wedel, jeden z największych zakładów przemysłowych na Pradze-Południe

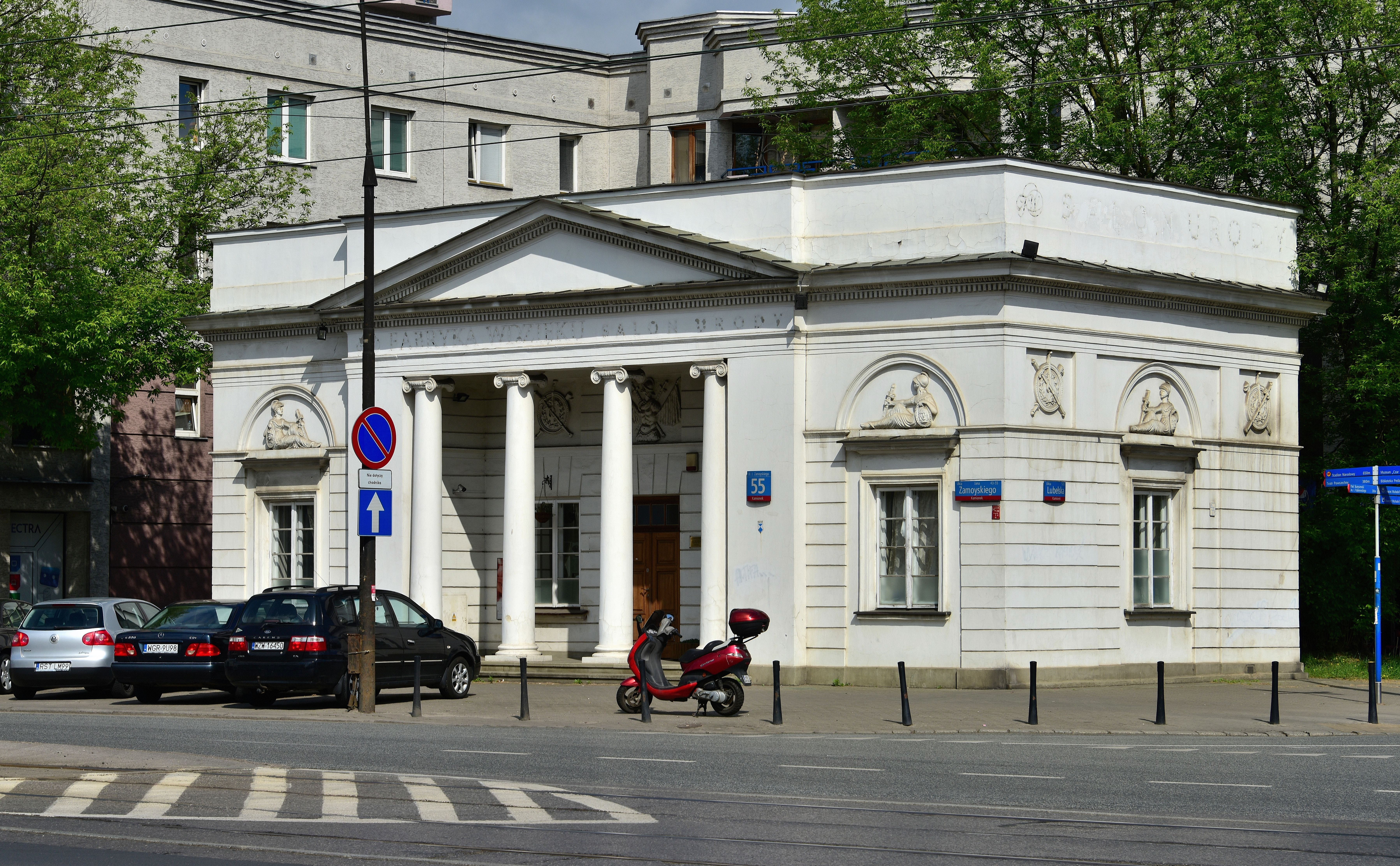
Rogatki Grochowskie, jeden z domów rogatkowych

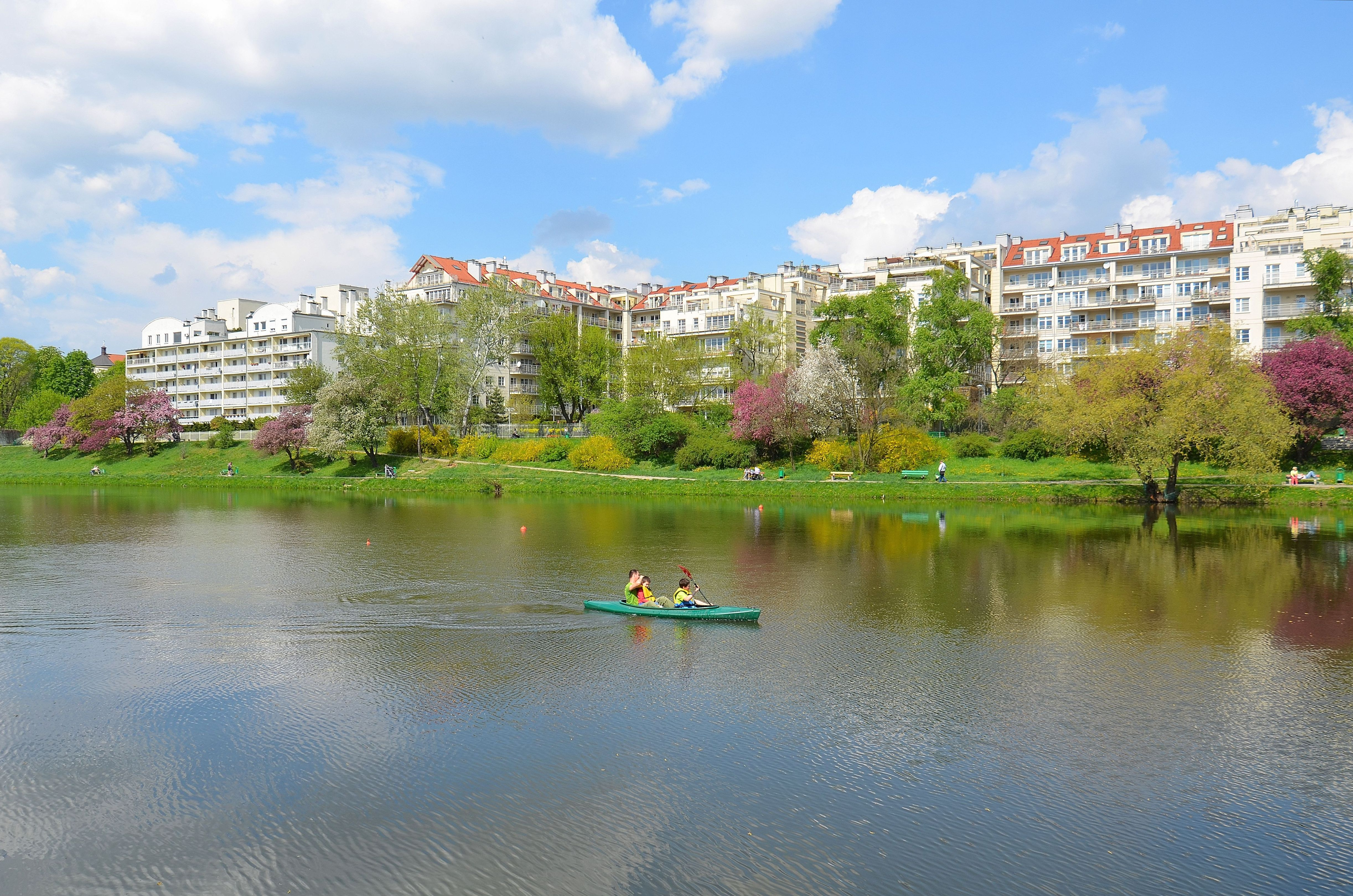
Jeziorko Kamionkowskie

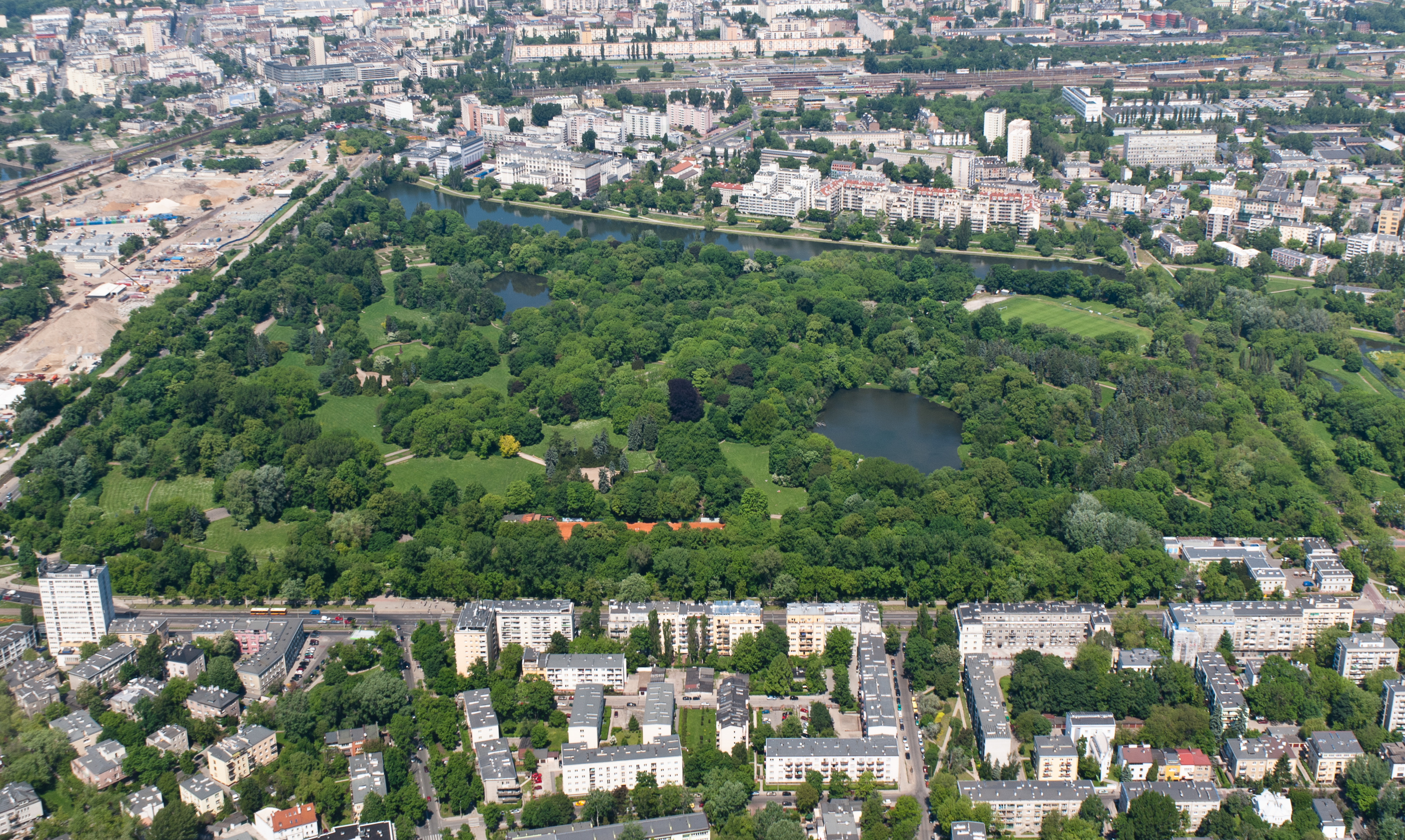
Park Skaryszewski im. Ignacego Jana Paderewskiego z lotu ptaka

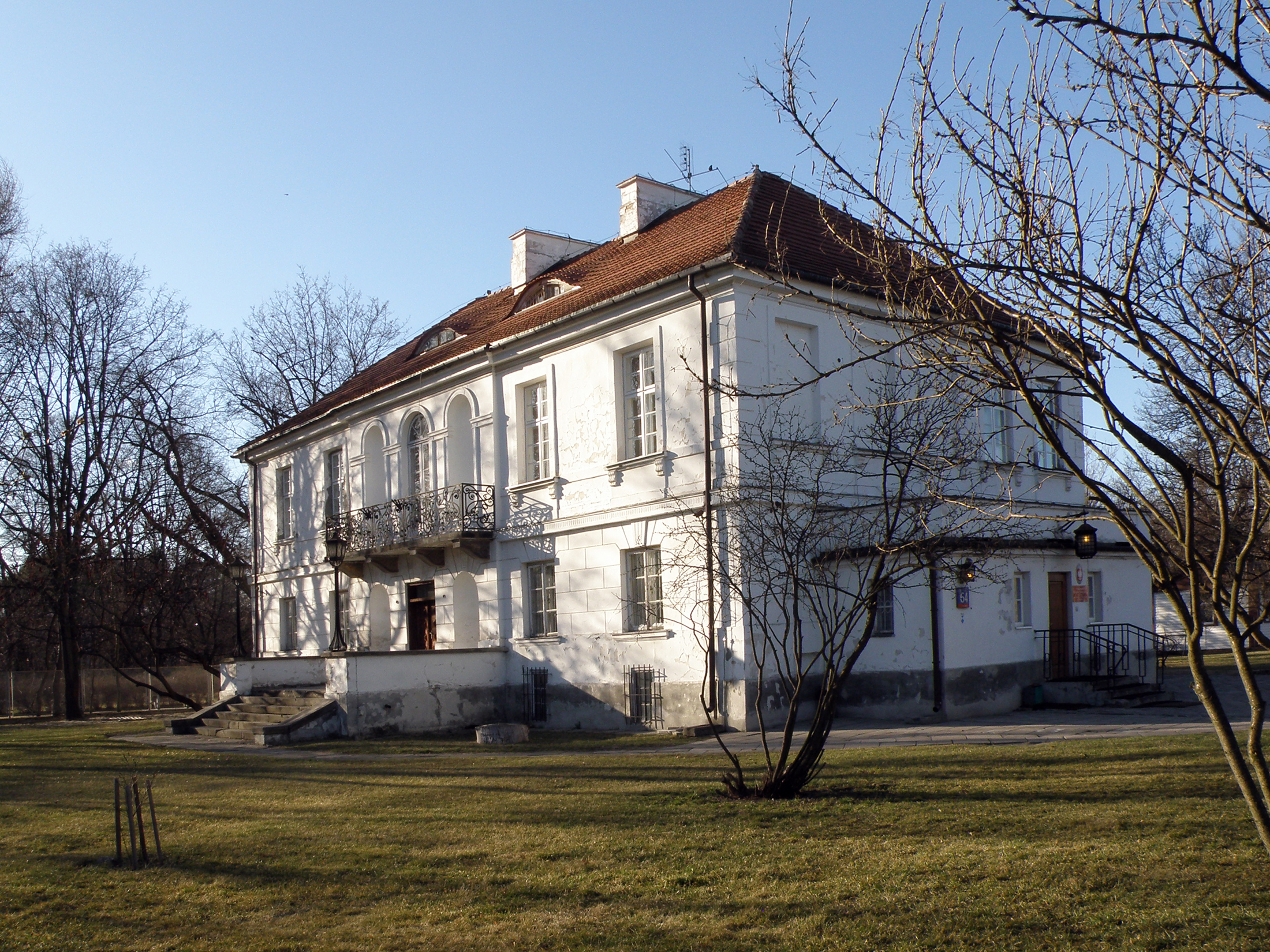
Dworek Grochowski

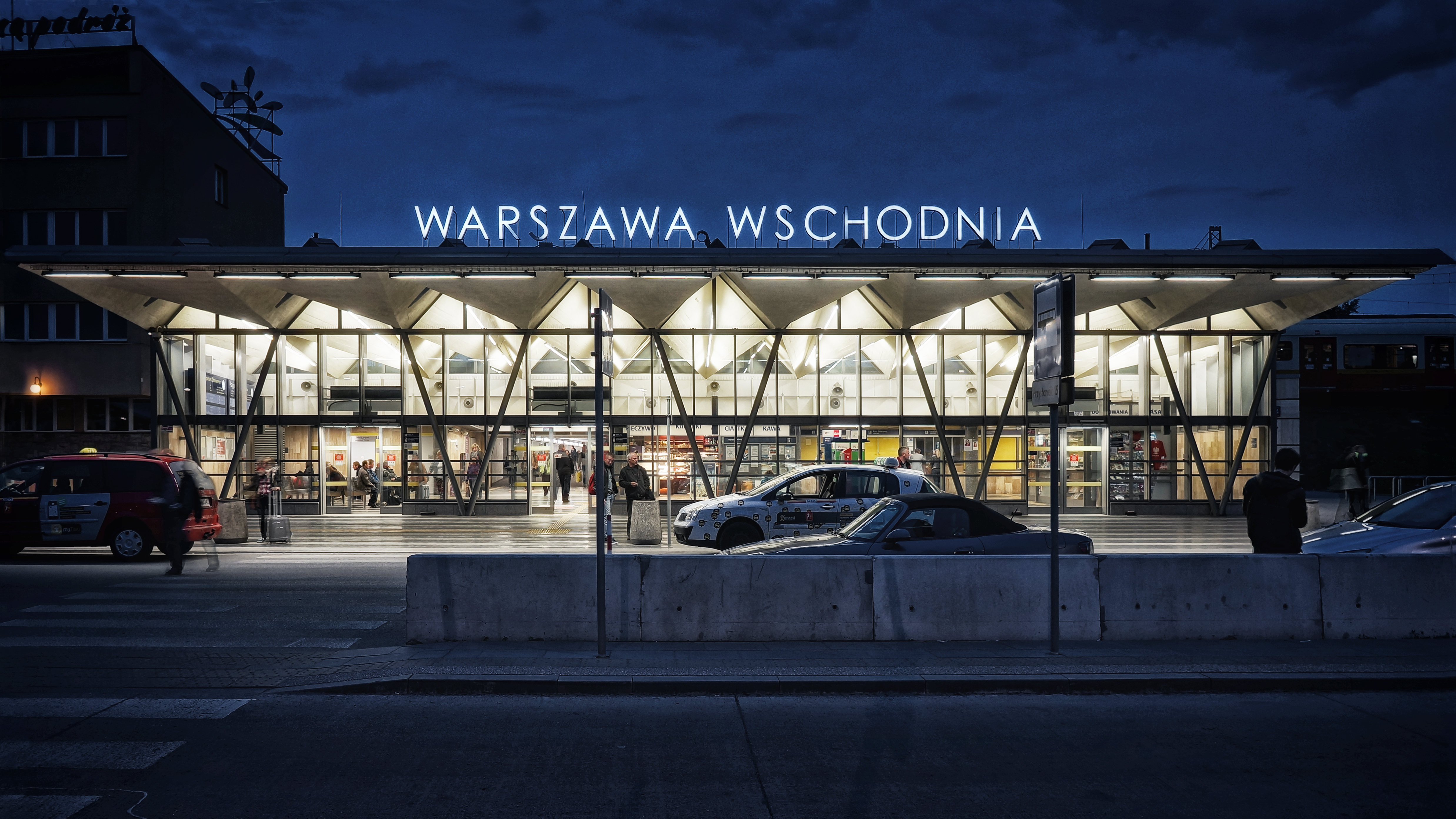
Dworzec Warszawa Wschodnia

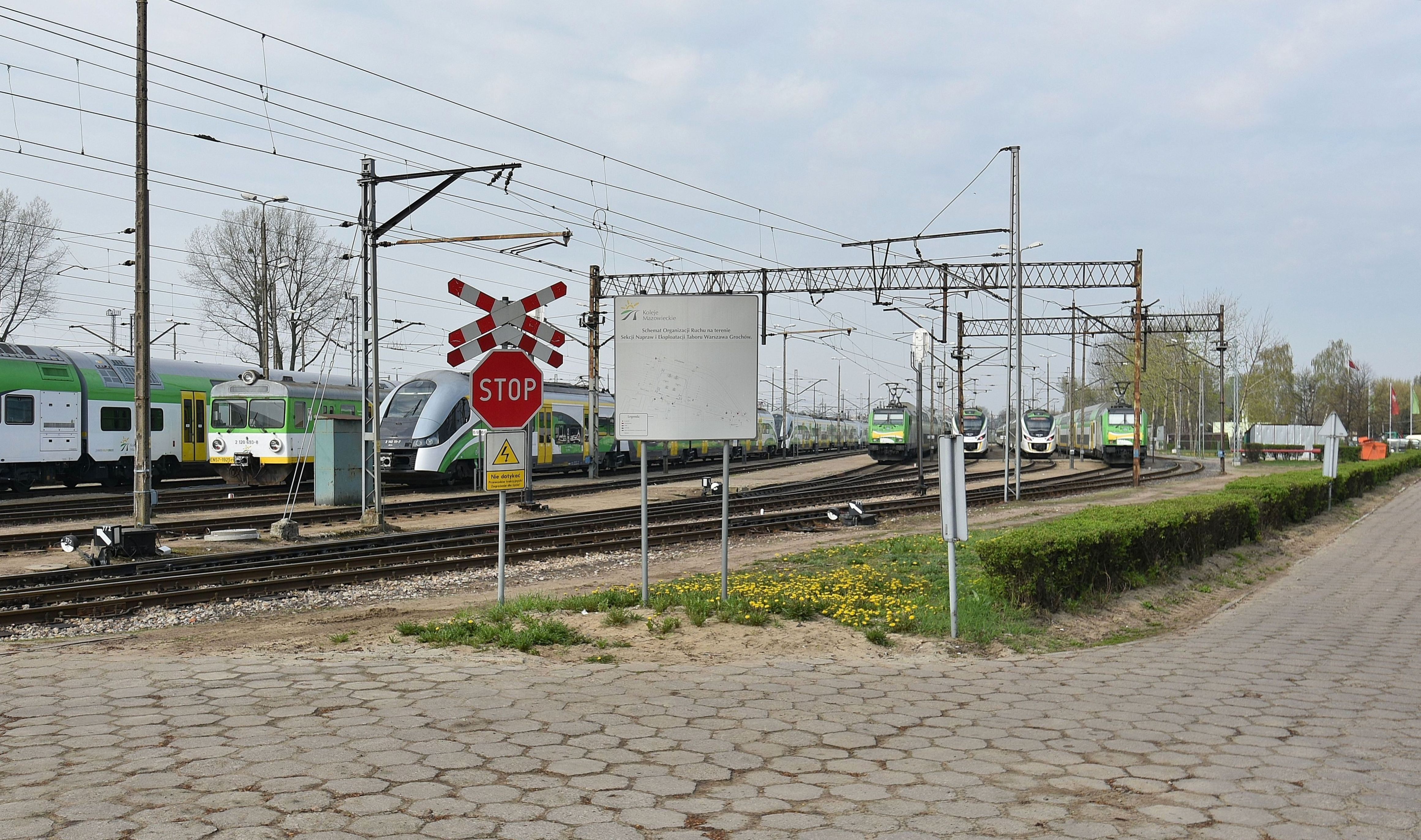
Warszawa Grochów, Sekcja Napraw i Eksploatacji Taboru Kolei Mazowieckich

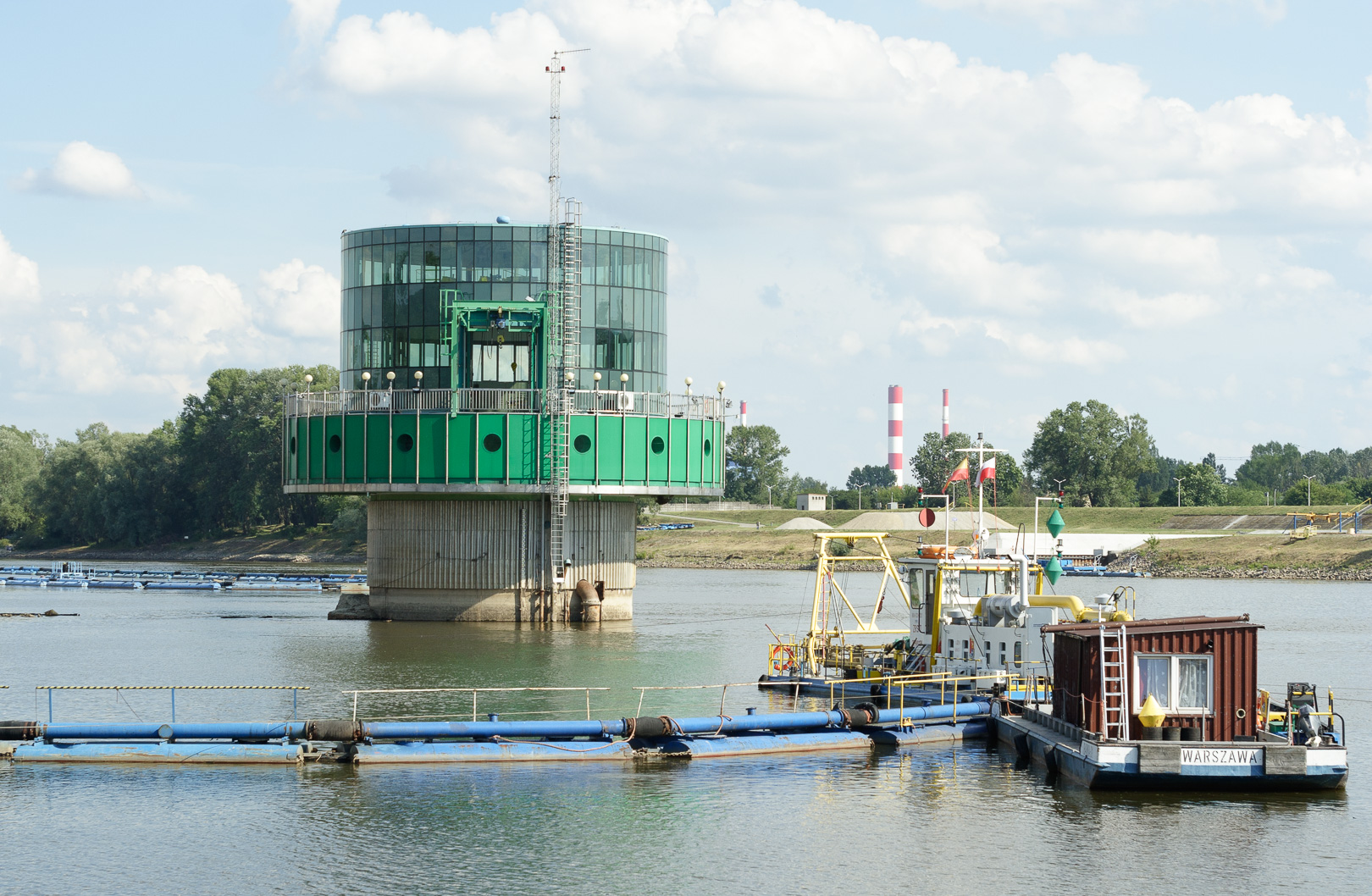
Gruba Kaśka

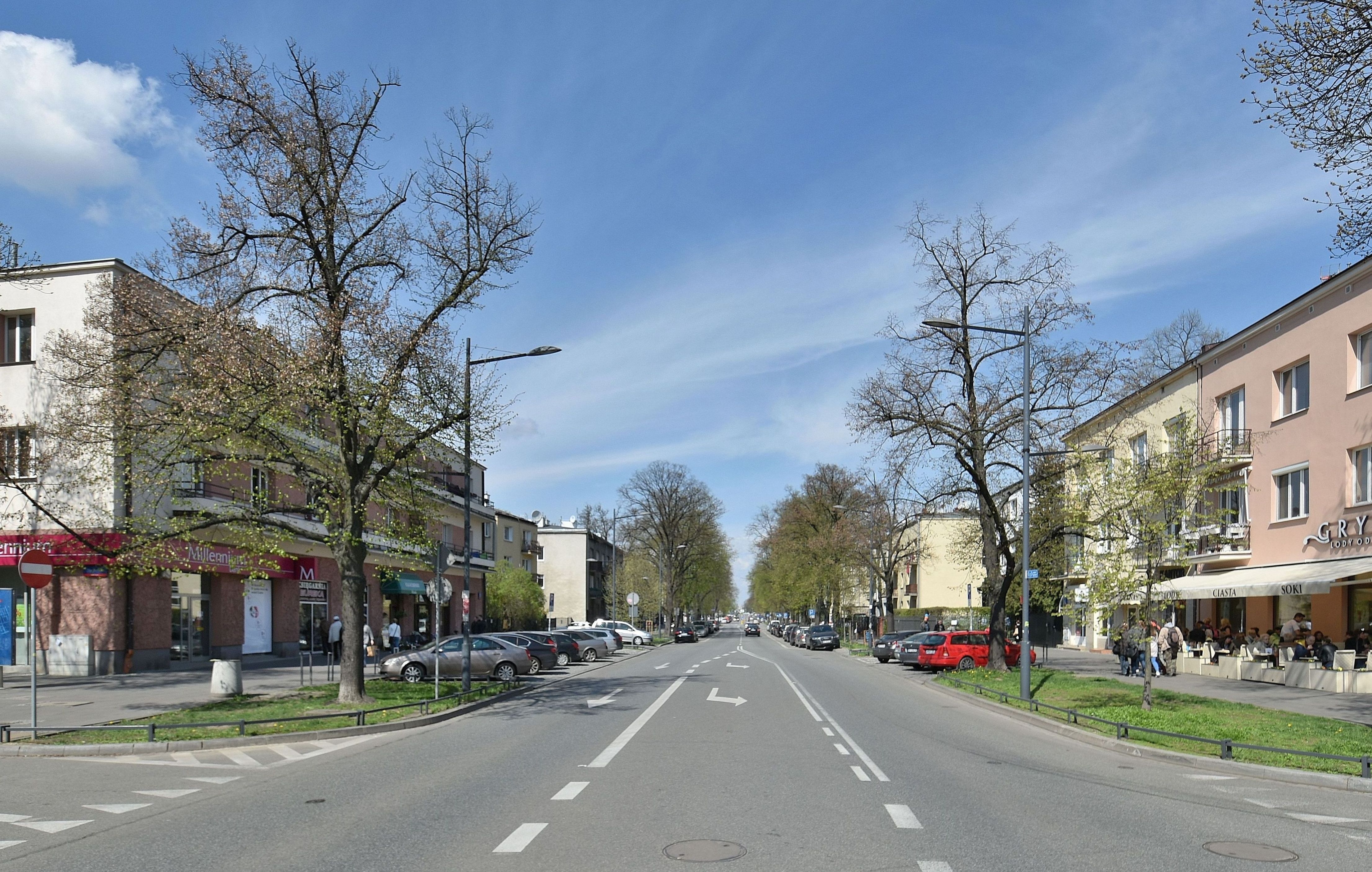
Ulica Francuska, główna ulica Saskiej Kępy

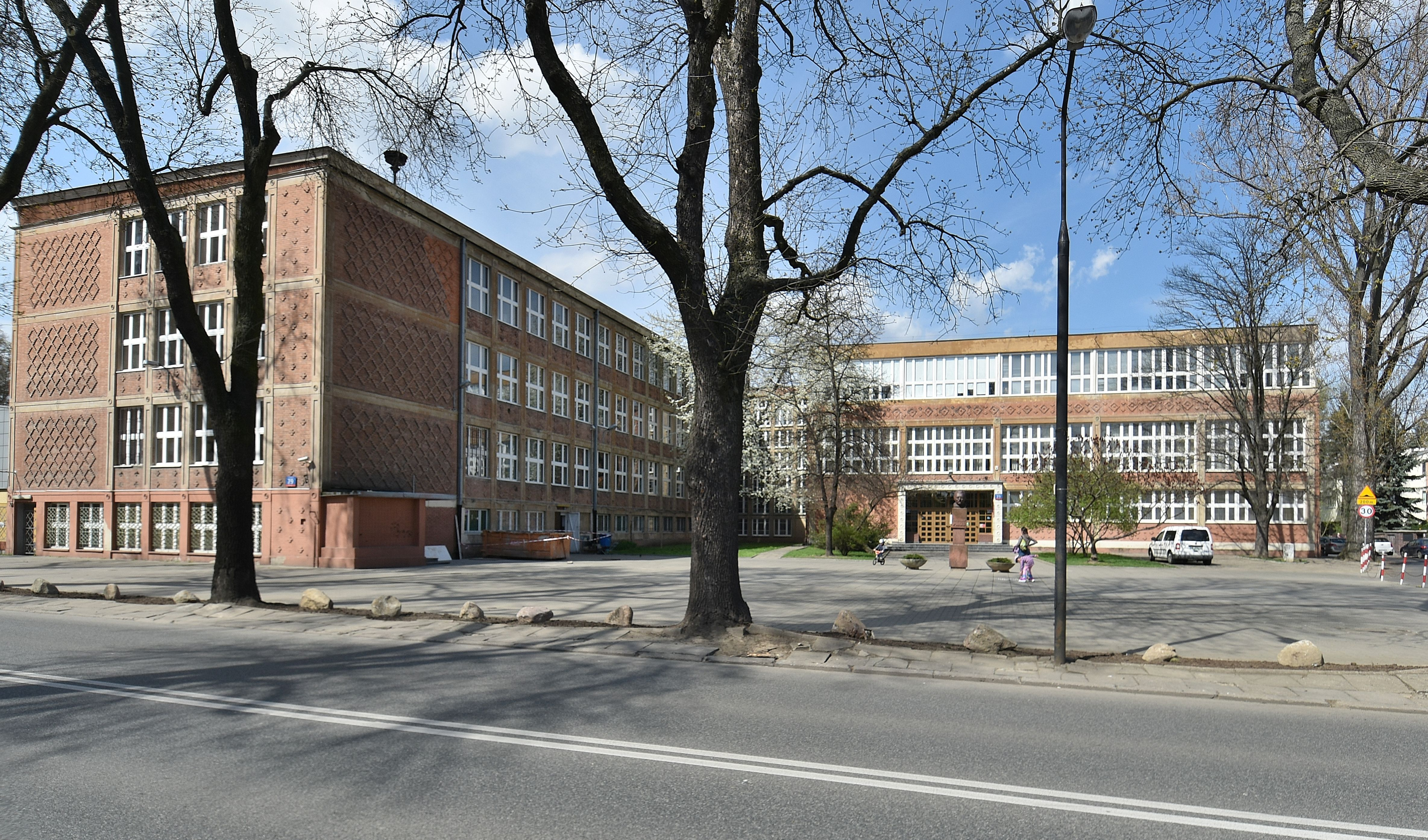
XXXV Liceum Ogólnokształcące im. Bolesława Prusa

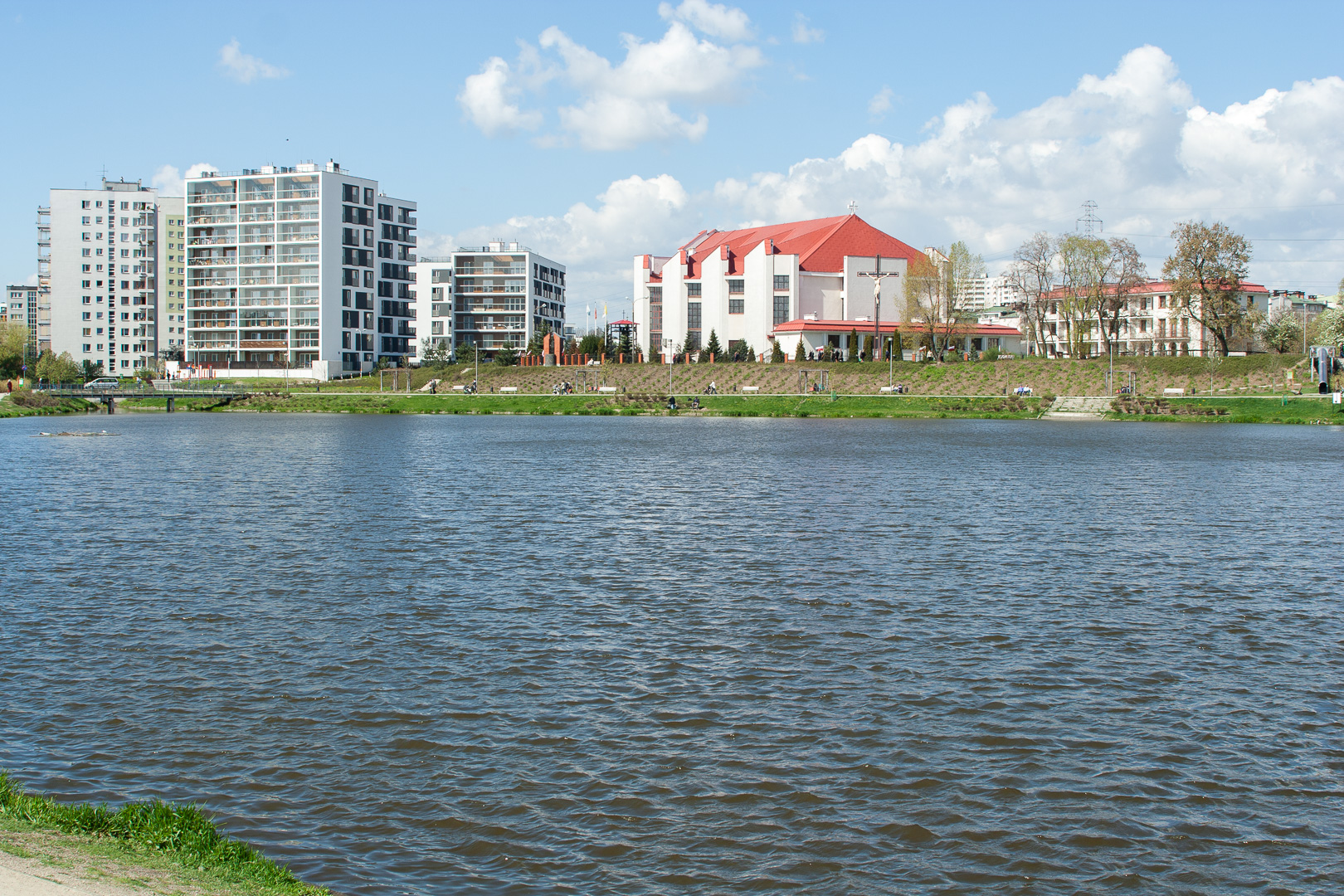
Park Nad Balatonem

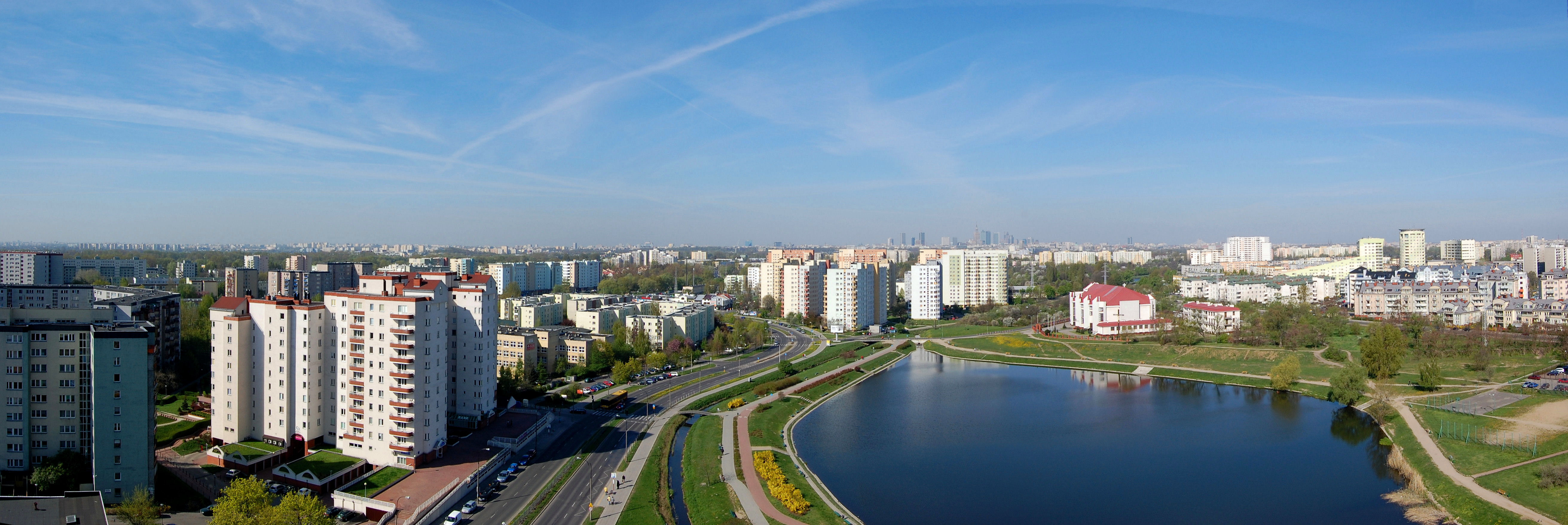
Panorama Gocławia

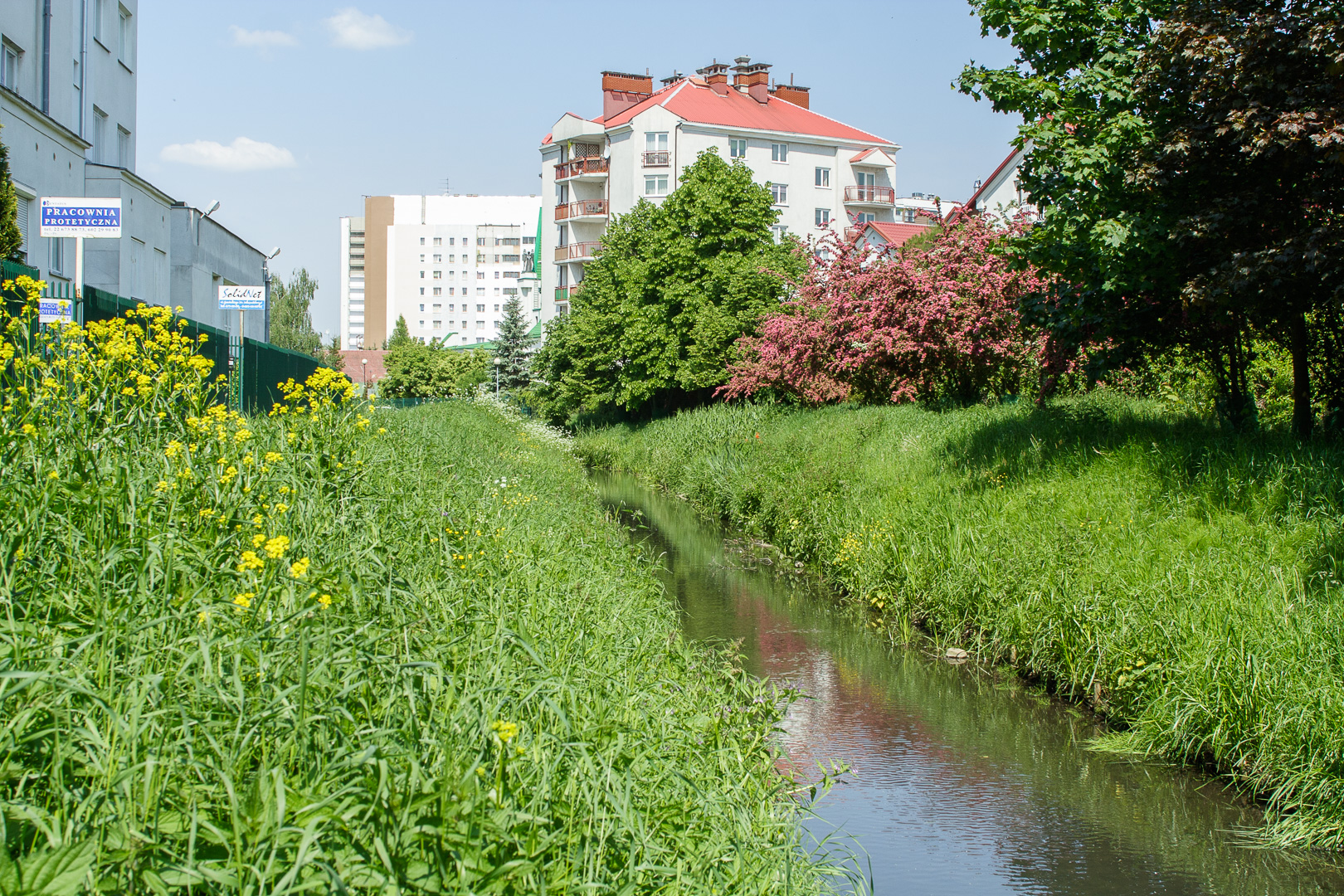
Kanał Gocławski

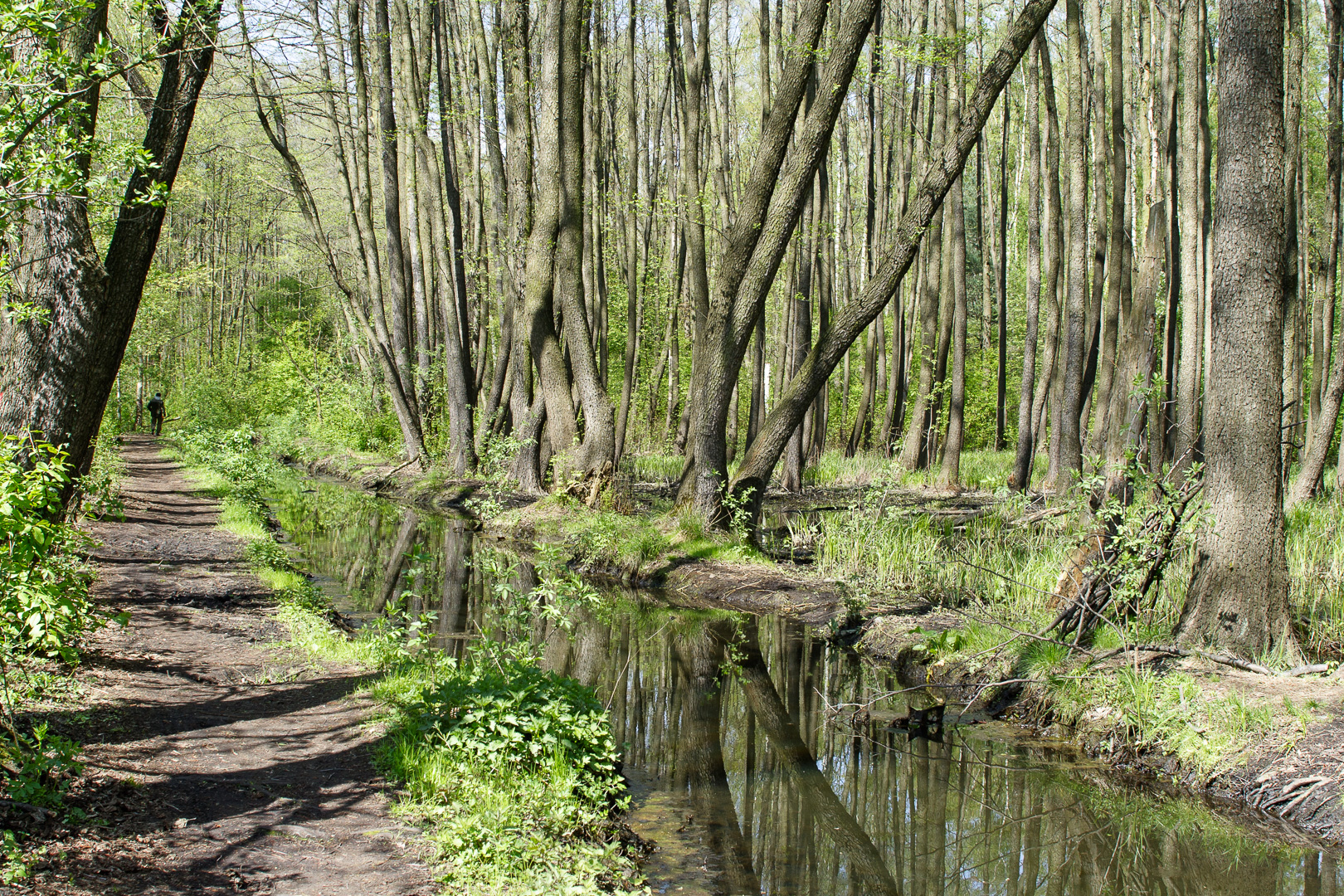
Rezerwat przyrody Olszynka Grochowska

Praga-Południe – dzielnica Warszawy położona w prawobrzeżnej części miasta. Jest jedną z 18 jednostek pomocniczych m.st. Warszawy.
Jest najgęściej zaludnioną dzielnicą Warszawy.

## Nazwa
Nazwa Praga pochodzi od członu, który występuje także w wyrazie prażyć. Nazwa odnosiła się pierwotnie do miejsca wypalonego, wyprażonego. Oznaczała osadę założoną na wypalonym (wyprażonym) lesie.
Nazwa dzielnicy jest pisana z dywizem (łącznikiem).

## Opis
Dzielnica obejmuje tereny przyłączone do Warszawy w XVIII, XIX i XX w. Nieistniejące dziś miasteczko Skaryszew włączono do Warszawy w latach 1791–1793, Kamionek w 1889, natomiast Grochów, Saską Kępę, Gocław i Gocławek w 1916. Nosiła charakter podmiejski, przemysłowy, w niektórych częściach rolniczy.
W latach 20. i 30. XX w. nastąpił szybki rozwój budownictwa, dający się prześledzić w architekturze dzielnicy, w której dominuje modernizm (względnie funkcjonalizm); wtedy też znikają powoli relikty dawnego, drewnianego budownictwa. Interesującą częścią dzielnicy jest Saska Kępa z charakterystyczną dla lat 20. i 30. zabudową willową. Zabudowa mieszkalna Pragi nie uległa większym zniszczeniom podczas II wojny światowej.
Praga-Południe charakteryzuje się dużą ilością zieleni. Park Skaryszewski z Jeziorkiem Kamionkowskim, bywa nazywany, dzięki swoim wybitnym walorom kompozycyjnym, najpiękniejszym parkiem w Polsce. Terenem sobotnio-niedzielnych spacerów stać się też może leżący na obrzeżu dzielnicy rezerwat krajobrazowo-historyczny Olszynka Grochowska, na obrzeżu którego znajduje się pomnik bitwy pod Olszynką Grochowską. Liczne są tam ogródki działkowe.
Dzielnica Praga-Południe nie posiada własnego herbu. W działaniach promocyjnych wykorzystuje herb m.st. Warszawy lub logo Zakochaj się w Warszawie na Pradze-Południe.

## Historia
Pierwsze osady i wsie na terenie obecnej Pragi-Południe zaczęły powstawać w XI-XIV w. Były to m.in. Kamion (obecny Kamionek), Grochów, Gocław, Kawęczyn. W 1656 miały tam miejsce walki ze Szwedami, a później elekcje królów polskich na polach Kamionu i Grochowa. 25 lutego 1831 na terenie dzielnicy miała miejsce Bitwa o Olszynkę Grochowską o zasadniczym znaczeniu dla powstania listopadowego w czasie której gen. lek. Karol Kaczkowski ustanowił po raz pierwszy zorganizowaną służbę sanitarną.
Na prawym brzegu od przyłączenia Pragi do Warszawy do 1908 istniał jeden cyrkuł VII – praski, podzielony w 1908 na dwa – XIV – Nowa Praga i XV – Stara Praga. Cyrkuł XV obejmował teren Starej Pragi – od ul. Ząbkowskiej po przejazd kolejowy oraz Kamionek do ul. Podskarbińskiej, Wilczą Wyspę i dawny Skaryszew (park Skaryszewski i stadion) aż po ul. Grenadierów, z granicą na al. Waszyngtona.
8 kwietnia 1916 generał-gubernator Hans Hartwig von Beseler wydał rozporządzenie włączające do Warszawy (od 1 kwietnia 1916) m.in. Grochów I i Grochów II oraz Kępę Gocławską, znajdujące się w tamtym czasie w gminie Wawer
Wraz z włączeniem dawnych przedmieść, w 1916 powstały na prawym brzegu Wisły nowe, już nie cyrkuły (w międzyczasie nastąpiła zmiana znaczenia słowa policja ograniczając się do spraw bezpieczeństwa i porządku), a okręgi (nastąpiło rozdzielenie funkcji administracyjnych od policyjnych). Z terenu obecnej Pragi-Południe był to okręg obsługiwany przez komisariat XVII policji – Grochów obejmujący swym zasięgiem: Grochów, Saską Kępę, Gocław, Kępę Gocławską i Witolin.
W 1928 przemianowano okręg obsługiwany przez komisariat policji XV – Stara Praga na Praga-Południe. Podział taki przetrwał II wojnę światową. Po wojnie istniał jeszcze podział na obwody MO, które przyjęły numery po policji (XVII). Okręgi zostały dzielnicami. Numery komisariatów policji eksponowano na tabliczkach z numerami domów, zwanych stąd policyjnymi.
Zespoły okręgów stanowiły starostwa, przy czym prawobrzeżna część Warszawy stanowiła Starostwo Praskie.
Od początku lat 60. XX w. utrwalił się obecny podział na dzielnice Praga-Południe i Praga-Północ. Podzielono wtedy teren dawnego XV okręgu Praga-Południe. Jego praską część – od ul. Ząbkowskiej po przejazd kolejowy przyłączono do Pragi-Północ. Natomiast Kamionek i skrawek Skaryszew oraz część Saskiej Kępy, na której powstał park Skaryszewski (od pastwiska miejskiego Skaryszewskiego) do Pragi-Południe.
Przyłączono więc kamionkowsko-skaryszewską połowę komisariatu XV Praga-Południe (dawnego Stara Praga) do większego komisariatu XVII Grochów obejmującego Saską Kępę i Gocław nadając jej jednak nazwę związaną z terenem, który przypadł Pradze-Północ.
Do 1994 obszar Pragi-Południe obejmował również tereny dzisiejszych dzielnic Rembertów i Wawer. W wyniku przeprowadzonej reformy administracyjnej Warszawy ówczesna gmina Warszawa Praga-Południe została podzielona na trzy osobne gminy, które w 2002 zostały przekształcone w dzisiejsze dzielnice. Obecna Praga-Południe jest czwartym znaczeniem tej nazwy.

## Podział Pragi-Południe

### Podział na osiedla
Rada dzielnicy dokonała podziału na 8 osiedli, będących jednostkami pomocniczymi niższego rzędu:
- Gocław
- Grochów-Centrum
- Grochów-Kinowa
- Grochów-Południowy
- Grochów-Północny
- Kamionek
- Przyczółek Grochowski
- Saska Kępa

### Podział w MSI
Według Miejskiego Systemu Informacji Praga-Południe dzieli się na obszary:
- Kamionek
- Saska Kępa
- Gocław
- Gocławek
- Grochów
- Olszynka Grochowska

Podział ten wprowadzono Uchwałą Nr 389/XXXVI/96 Rady Gminy-Warszawa Centrum z dnia 19 września 1996 r.

### Podział według TERYT
Zgodnie z Krajowym Rejestrem Urzędowym Podziału Terytorialnego Kraju (TERYT) Praga-Południe dzieli się na 8 części:
- Gocław

Pierwsze wzmianki dotyczące terenów dzisiejszego Gocławia jako wsi datuje się na 1155, kiedy to stanowiły one własność biskupa płockiego. W późniejszym okresie weszły w skład dóbr Kamion. W 1580 powierzchnia rolna Gocławia wynosiła ok. 115 ha. W lipcu 1655 na tych terenach odbyła się trzydniowa bitwa ze Szwedami. Gocław w wyniku walk został zniszczony. Dopiero w 1755 Gocław i Kępa Gocławska liczyły 17 domów. W 1780 król Stanisław August Poniatowski nabył teren Gocławia i odstąpił swemu bratankowi Stanisławowi Poniatowskiemu. W 1795, po utracie niepodległości przez Polskę, dobra te przeszły na własność skarbu państwa. W 1827 Gocław liczył 22 domy i 168 mieszkańców, a w 1912 – 497 mieszkańców.
Gocław przyłączono do Warszawy w kwietniu 1916 (wraz z Grochowem, Saską Kępą i Gocławkiem) tworząc Komisariat (Okręg) Grochowski (nr XVII). W jego obrębie zamieszkiwało wówczas ok. 5500 mieszkańców w przeważnie parterowych i drewnianych budynkach pozbawionych większości urządzeń komunalnych.
Po II wojnie światowej, w 1946, na terenach Gocławia zamiast planowanego przed wojną cywilnego portu lotniczego powstało lotnisko sportowe Aeroklubu Warszawskiego, które istniało do II połowy lat 70. Wtedy też Robotnicza Spółdzielnia Mieszkaniowa „Osiedle Młodych” zbudowała na jego miejscu największy na Pradze-Południe zespół mieszkaniowy Gocław-Lotnisko, którego osiedla noszą nazwy typów samolotów (Orlik, Wilga, Iskra, Jantar). Hangary dawnego lotniska nadal istnieją od strony Wału Miedzeszyńskiego (obecnie zaadaptowane na magazyny i biura). W ostatnich latach nastąpił tam szybki rozwój nowych osiedli mieszkaniowych. Planowana jest również budowa linii tramwajowej, a także III linii metra.
- Gocławek

Gocławek jest najdalej położoną na wschód częścią dzielnicy. Jego zabudowa jest typowa dla przedmieścia wielkiego miasta, najstarsze budynki pamiętają okres powstania listopadowego, dominuje zabudowa wielorodzinna i wysokoblokowa. Na terenie tej właśnie części położone są park im. płk. Jana Szypowskiego „Leśnika” oraz Osiedle Ostrobramska.
- Grochów

25 lutego 1831, pod ówczesną wsią miała miejsce największa podczas powstania listopadowego bitwa o Olszynkę Grochowską, w której uczestniczyły wojska polskie dowodzone przez Józefa Chłopickiego oraz wojska rosyjskie pod dowództwem Iwana Dybicza. Toczyły się tam ciężkie walki na przedpolach Warszawy o opanowanie traktu brzeskiego.
Grochów to osiedle o charakterze mieszkaniowo-przemysłowym, którego szybki rozwój datuje się na lata 20. i 30. XX w. Dalsza rozbudowa nastąpiła po 1945, kiedy zaczął się rozwijać przemysł. Najważniejsze znajdujące się tam przedsiębiorstwa to „Radwar”, „Mera-Pnefal”, „Polskie Zakłady Optyczne”, „Bumar Żołnierz” i „PZL-Warszawa II”. Na Grochowie znajduje się siedziba telewizji Polsat. W ostatnich latach powstało tam kilka biurowców.
- Kamionek

Wieś Kamion (Kamień) istniała najprawdopodobniej już w XI wieku na prawym brzegu Wisły, przy przeprawie z Solca. Najważniejsze wydarzenie historyczne dotyczące tego miejsca to pierwsza wolna elekcja, która odbyła się pod Kamionem na przełomie kwietnia i maja 1573. Jej wynikiem był wybór na króla Polski Henryka III Walezego.
Miejscowość przyłączono do Warszawy w 1889. Obecnie Kamionek to część Pragi-Południe, położona nad malowniczym jeziorem Kamionkowskim – starorzeczem Wisły. Za centrum tej części dzielnicy przyjmuje się konkatedralny kościół Matki Bożej Zwycięskiej z przylegającym do niego dziś już nieczynnym cmentarzem-mauzoleum bohaterów powstania listopadowego i rzezi Pragi. Nieopodal kościoła wznoszą się zakłady E. Wedel oraz zakłady produkcyjne Polskich Zakładów Optycznych. Na Kamionku znajdują się największe zielone obszary Pragi-Południe – park Skaryszewski i Kamionkowskie Błonia Elekcyjne, które razem z jeziorkiem Kamionkowskim zajmują prawie 80 ha. Największą inwestycją zrealizowaną w ostatnich latach na terenie Kamionka jest ukończony w 2012 Stadion Narodowy.
- Kępa Gocławska

Kępa Gocławska to nazwa obszaru dzielnicy położona między ulicami Saską a Afrykańską. Na jej terenie znajdują się Osiedle im. Mikołaja Kopernika oraz ogrody działkowe.
- Kozia Górka

Kozia Górka jest położona na zachód od Rezerwatu Przyrody Olszynka Grochowska. Większość terenów Koziej Górki zajmują: stacja kolejowo-postojowa stanowiąca centrum sieci kolejowej PKP, osiedle Dudziarska, a także mokradła i oczka wodne (tzw. Bałki).
- Olszynka Grochowska

Ta część dzielnicy jest słabo zaludniona i najczęściej kojarzona z Rezerwatem Przyrody Olszynka Grochowska. Powierzchnia rezerwatu wynosi 56,35 km². Ochroną objęto prawie całe uroczysko leśne, wyłączając jedynie tereny zdewastowane, poprzecinane torami kolejowymi, liniami elektrycznymi, rurociągami. Teren rezerwatu jest własnością miasta stołecznego Warszawy i administrowany przez Miejskie Przedsiębiorstwo Robót Ogrodniczych – Obwód Leśny „Las Sobieskiego”.
- Saska Kępa

W tej części dzielnicy dominuje zabudowa willowa z zachowaną architekturą międzywojenną. Ma tam swoją siedzibę m.in. wiele ambasad. Znajdują się tam również: kilka osiedli mieszkaniowych z lat 60., szpital dziecięcy, stacja krwiodawstwa, Wodociąg Praski. Saska Kępa liczy ok. 40 000 mieszkańców.

### Podział tradycyjny
zwyczajowo wyróżnia się również:
- Park Skaryszewski im. Ignacego Jana Paderewskiego

Park o powierzchni 55,5 ha, założony na terenach Skaryszewa (wydzielonego w XVI w. z Kamionka) w latach 1906–1922 przez Franciszka Szaniora. Do wybuchu II wojny światowej nosił imię Ignacego Jana Paderewskiego. Po wojnie został przemianowany na park Skaryszewski, a w 1980 przywrócono mu imię przedwojennego patrona. Park zaprojektowano jako wielkomiejski ośrodek parkowy dla rekreacji i wypoczynku, z rozwiniętą siecią komunikacyjną, przystosowaną do ówczesnego ruchu pojazdów konnych. Zaprojektowane przez Szaniora sztuczne jeziorka współgrają z bogatą szatą roślinną. W 2009 park Skaryszewski zdobył tytuł Najpiękniejszego Parku w Polsce i zajął trzecie miejsce wśród parków Europy.
- Osiedle Ostrobramska

Osiedle wysokoblokowe położone pomiędzy ulicą Witolińską a Trasą Łazienkowską, wybudowane w latach 70. XX w.
- Osiedle Młodych

Osiedle jest małym wysoko i średnio blokowym osiedlem położonym w okolicach ul. Garwolińskiej w samym sercu Grochowa. Nazwa osiedla wzięła się z przyznawanych mieszkań osiedla nowożeńcom i młodym małżeństwom.
- Witolin

Niewielka część składowa dzielnicy położona w jej wschodniej części. Leży pomiędzy Gocławkiem, Grochowem, Gocławiem, a granicą dzielnicy Wawer. Zabudowę Witolina stanowi głównie Osiedle Ostrobramska.

## Władze dzielnicy
- Zarząd Dzielnicy Praga-Południe[10]:
  - burmistrz: Tomasz Kucharski
  - zastępca burmistrza: Bożena Przybyszewska
  - zastępca burmistrza: Karol Kowalczyk
  - zastępca burmistrza: Łukasz Polinceusz

### Rada Dzielnicy
| Ugrupowanie                  | Kadencja 2002-2006 | Kadencja 2006-2010 | Kadencja 2010-2014 | Kadencja 2014-2018 | Kadencja 2018-2024        | Kadencja 2024-2029        |
| ---------------------------- | ------------------ | ------------------ | ------------------ | ------------------ | ------------------------- | ------------------------- |
| Sojusz Lewicy Demokratycznej | 7 (SLD-UP)         | 4 (LiD)            | 3                  | 1                  | –                         | -                         |
| Platforma Obywatelska        | 4                  | 12                 | 15                 | 13                 | 15 (Koalicja Obywatelska) | 14 (Koalicja Obywatelska) |
| Prawo i Sprawiedliwość       | 12                 | 9                  | 7                  | 11                 | 10                        | 7                         |
| Lewica Miasto Jest Nasze     |                    |                    |                    |                    |                           | 3                         |
| Liga Polskich Rodzin         | 2                  | –                  | –                  | –                  | –                         | -                         |

## Transport
W latach 1900–1956 na terenie obecnej dzielnicy działała Kolej Jabłonowska.
Na terenie Pragi-Południe znajdują się dworzec Warszawa Wschodnia oraz trzy przystanki kolejowe: Warszawa Stadion, Warszawa Olszynka Grochowska i Warszawa Grochów.

## Zabytki i pomniki
- Rogatki Grochowskie
- Pomnik Budowy Szosy Brzeskiej
- Pomnik Agnieszki Osieckiej
- Dworek Grochowski
- Kolonia Praussa
- Gmach zakładu wychowawczego braci Albertynów.
- Konkatedra Matki Bożej Zwycięskiej
- Kościół Najczystszego Serca Maryi w Warszawie
- Instytut Weterynaryjny SGGW

## Parki
- Park im. płk. Jana Szypowskiego „Leśnika”
- Park Skaryszewski im. Ignacego Paderewskiego
- Park im. Józefa Polińskiego
- Park Obwodu Praga AK
- Park Znicza
- Rezerwat przyrody Olszynka Grochowska

## Szpitale
- Szpital Grochowski im. dr Rafała Masztaka, ul. Grenadierów 51/59
- Centralny Szpital Kliniczny Ministerstwa Obrony Narodowej – Wojskowy Instytut Medyczny wraz z lądowiskiem, ul. Szaserów 128
- Szpital Dziecięcy im. prof. dr. med. Jana Bogdanowicza, ul. Niekłańska 2/4

## Kościoły i parafie

### Kościoły rzymskokatolickie
- Parafia Bożego Ciała w Warszawie, ul. Grochowska 365
- Parafia Najczystszego Serca Maryi w Warszawie, ul. Chłopickiego 2
- Parafia Matki Bożej Królowej Polskich Męczenników w Warszawie, al. Stanów Zjednoczonych 55
- Parafia św. Wincentego Pallottiego w Warszawie, ul. Skaryszewska 12
- Parafia Nawrócenia św. Pawła Apostoła w Warszawie, ul. Kobielska 10
- Parafia Narodzenia Pańskiego w Warszawie, ul. Ostrobramska 72
- Parafia św. Patryka w Warszawie, ul. Rechniewskiego 14
- Parafia św. Jana i Pawła w Warszawie, ul. Kapelanów Armii Krajowej 1
- Parafia Miłosierdzia Bożego w Warszawie, ul. Ateńska 12
- Parafia Matki Bożej Nieustającej Pomocy – Kościół pw. św. Andrzeja Boboli, ul. Nobla 16
- Parafia św. ojca Pio w Warszawie, ul. gen. A.E. Fieldorfa „Nila” 1
- Parafia św. Rity z Cascii, ul. Żupnicza 27

### Kościoły innych wyznań
- Kaplica Wprowadzenia do Świątyni Przenajświętszej Bogurodzicy Polskiego Autokefalicznego Kościoła Prawosławnego, ul. Paryska 27
- Kościół Ewangelicznych Chrześcijan Arka, ul. Mińska 25
- Zrzeszenie Wolnych Badaczy Pisma Świętego, ul. Zakopiańska 30

## Szkoły
- XIX Liceum Ogólnokształcące im. Powstańców Warszawy w Warszawie
- XXXV Liceum Ogólnokształcące im. Bolesława Prusa w Warszawie
- IV Liceum Ogólnokształcące im. Adama Mickiewicza w Warszawie
- LXXII Liceum Ogólnokształcące im. Jakuba Jasińskiego, ul. Grochowska 346/348
- XLVII Liceum Ogólnokształcące im. Stanisława Wyspiańskiego, ul. Międzyborska 64/70
- Szkoła Wyższa Psychologii Społecznej, ul. Chodakowska 19/31
- Wyższa Szkoła Hotelarstwa, Gastronomii i Turystyki, ul. Chodakowska 50
- Wyższa Szkoła Nauk Społecznych im. ks. J. Majki, ul. Skaryszewska 12
- Wyższa Szkoła Informatyki, Zarządzania i Administracji w Warszawie, ul. Meksykańska 6
- Prawosławne Seminarium Duchowne w Warszawie, ul. Paryska 27
- XCIX Liceum Ogólnokształcące im. Zbigniewa Herberta, ul. Fundamentowa 38/42

## Obiekty sportowe
- Stadion Robotniczego Klubu Sportowego „Orzeł”, ul. Podskarbińska 14
- Boisko Robotniczego Klubu Sportowego „Drukarz”, ul. Międzynarodowa 2
- Korty Tenisowe TKKF „Olszynka Grochowska”, ul. Osowska 15
- Basen „Wodnik”, ul. Bora-Komorowskiego 44
- Hala sportowa „Saska”, ul. Angorska 2
- Basen WOW „Wisła”, ul. Wał Miedzeszyński 401
- Przystań Yacht Club Polski, ul. Wał Miedzeszyński 375
- Tor Kolarski, ul. Podskarbińska 11 – (nieczynny)
- Stadion Narodowy, aleja Poniatowskiego 1

## Kultura i sztuka
- Biblioteka Publiczna Dzielnicy Praga-Południe, ul. Meissnera 5
- Centralna Biblioteka Wojskowa, ul. Ostrobramska 109
- Centrum Promocji Kultury, ul. Podskarbińska 2
- Klub Kultury Gocław, filia Centrum Promocji Kultury, ul. Abrahama 10
- Klub Kultury Seniora, filia Centrum Promocji Kultury, ul. Pawlikowskiego 2
- Punkt Informacji Kulturalnej „Akwarium”, Pl. Szembeka 1A, lokal U2
- PROM Kultury Saska Kępa, ul. Brukselska 23
- Klub Osiedlowy „Relax”, ul. Tarnowiecka 13
- Kino Cinema City, ul. Ostrobramska 75a
- Neon Muzeum, ul. Mińska 25
- Osiedlowy Dom Kultury „Kamionek”, ul. Kinowa 19
- Studio Teatralne KOŁO, ul. Mińska 25
- Studium Teatralne, ul. Lubelska 30/32
- Teatr Powszechny im. Zygmunta Hübnera w Warszawie, ul. Zamoyskiego 20

## Przedsiębiorstwa
- Przemysłowe Centrum Optyki, ul. Jana Nowaka-Jeziorańskiego 28
- Radwar S.A., ul. Poligonowa 30
- Polskie Zakłady Optyczne w Warszawie, ul. Grochowska 316/320
- Warszawska Fabryka Sprzętu Spawalniczego PERUN, ul. Grochowska 282
- Siemens – Zakład Wytwórstwa Urządzeń Telefonicznych, ul. Żupnicza 15
- E. Wedel, ul. Zamoyskiego 28/30
- PKP Intercity S.A., Zakład Centralny, ul. Józefa Chłopickiego 53
- Szybka Kolej Miejska w Warszawie, ul. Mińska 25
- Koleje Mazowieckie, ul. Lubelska 1
- Ostrobramska (zajezdnia autobusowa), ul.Ostrobramska 38
- Telewizja Polsat, ul. Ostrobramska 77

## Bazary i centra handlowe
- Centrum Handlowe Gocław, ul. gen. A.E. Fieldorfa „Nila” 41
- Centrum Handlowe King Cross, ul. Jubilerska 1/3
- Centrum Handlowe Promenada, ul. Ostrobramska 75c
- Galeria Handlowa Rondo Wiatraczna (w miejscu zburzonego Uniwersamu Grochów), ul. Grochowska 207
- Bazar na Szembeka, ul. Zamieniecka 90

## Inne informacje
Część mieszkańców i niektórzy varsavianiści, uważają, że należałoby zmienić nazwę dzielnicy na Grochów, ponieważ:
- nadana w okresie PRL nazwa dzielnicy Praga-Południe (a także nazwa okręgu starostwa Warszawa Praga z 1928) jest sztuczna;
- historia Pragi-Południe jest w zasadzie historią Grochowa, przyłączonego do Warszawy w 1916, a Praga-Północ to historyczna Praga, której prawa miejskie nadał Władysław IV Waza;
- choć początki osady Praga są prawdopodobnie wcześniejsze od Grochowa (sięgają XI wieku), to Grochów (wtedy Grochowo) otrzymał prawa miejskie (prawo chełmińskie) wcześniej od Pragi, w 1422[18];
- historyczną granicę między Pragą a Grochowem wyznaczają Rogatki Grochowskie (nazwane tak od Grochowa).